# Ron Ely
Ron Ely, właśc. Ronald Pierce Ely (ur. 2 czerwca 1938 w Hereford, zm. 29 września 2024 w Los Angeles) – amerykański aktor, pisarz i reżyser.

## Życiorys

### Wczesne lata
Urodził się w Hereford w Teksasie. Uczęszczał do Amarillo High School, a następnie do University of Texas at Austin.

### Kariera
Po przyjeździe do Kalifornii, pod koniec lat 50. podpisał kontrakt z 20th Century Fox. Występował w małych rolach w filmach i serialach telewizyjnych, w tym jako nawigator w musicalu romantyczno–wojennym Południowy Pacyfik (South Pacific, 1958), komedii Niezwykły Pan Pennypacker (The Remarkable Mr. Pennypacker, 1959) z Cliftonem Webbem i Jill St. John, a także w sitcomie NTA Film Network Jak poślubić milionera (How to Marry a Millionaire, 1957-1959) z Barbarą Eden.
W 1961 został obsadzony w roli Mike’a Madisona w serialu przygodowym CBS Akwanauci (The Aquanauts), ale serial został odwołany po zaledwie jednym sezonie. W 1966 został wybrany do roli Tarzana w serialu NBC o tym samym tytule. W 1971 dwukrotnie znalazł się na okładce niemieckiego magazynu „Bravo” i w 1972 otrzymał nagrodę Bravo Otto. Zagrał główną rolę Clarka „Doca” Savage’a Jr. w komedii sensacyjnej Michaela Andersona Doc Savage: Człowiek z brązu (Doc Savage: The Man of Bronze, 1975).
Ely napisał dwie powieści detektywistyczne o przygodach Jake’a Sandsa: Night Shadows (1994) i East Beach (1995).

## Życie prywatne
W latach 70. krótko pracował jako kierowca autobusu szkolnego w Westport w Connecticut.
Był związany z Ursulą Andress, Britt Ekland i Dinah Shore. W latach 1959–1961 był żonaty z Cathy. 10 marca 1984 ożenił się po raz drugi z Valerie Lundeen, z którą miał syna Camerona oraz dwie córki – Kirsten i Kaitland.
W kwietniu 2015 ogłosił, że sprzedaje swój dom w Santa Barbara w Kalifornii, za ponad 5 mln dolarów.
15 października 2019 w jego posiadłości w Santa Barbara, jego 30-letni syn zabił Valerie Lundeen Ely, czyli swoją matkę, a żonę Rona. Syn pary rzucił się z nożem, a następnie śmiertelnie ranił. Napastnik następnie zadzwonił na policję i zrzucił winę na swojego ojca. W momencie popełnienia przestępstwa w domu byli tylko oni. Przybyli na miejsce funkcjonariusze znaleźli ciało 62-letniej Valerie Ely z wieloma ranami kłutymi. Cameron Ely sprawiał wrażenie agresywnego, zachowywał się tak, jakby był uzbrojony i mierzył do policjantów. Ci oddali 22 strzały w jego kierunku, a chłopak zmarł na miejscu. Kiedy zbliżyli się do ciała, okazało się, że chłopak udawał i nie miał przy sobie broni, a w kieszeni mężczyzny znaleziono plastikową torebkę z kokainą.
W lipcu 2020 Ron Ely z dwiema córkami złożyli w sądzie federalnym w Kalifornii cywilny pozew o bezprawne spowodowanie śmierci Camerona Aly. Wystosowano go przeciwko hrabstwu Santa Barbara, czterem zastępcom i biuru szeryfa. Według Ely’ego, jego syn zadzwonił po pomoc, „ponieważ jego matka atakowała jego ojca”, lecz połączenie zostało przerwane. Ely odebrał telefon od dyspozytora, ale przez wcześniejsze problemy zdrowotne miał trudności z mówieniem. Ponadto w dokumencie stwierdzono, że pomimo pojawienia się aż pięciu policjantów na miejscu zdarzenia, nie udzielono na czas pomocy medycznej dla dźgniętej nożem Valerie. Ponadto zarzucono czterem zastępcom szeryfa nieuzasadnione użycie śmiercionośnej siły i odmowy opieki medycznej, w efekcie doprowadzając do śmierci Camerona Aly. Strzelanina miała miejsce mniej niż 20 sekund po tym, jak pozwani zastępcy zobaczyli Camerona idącego za róg z podniesionymi rękami, co jest uniwersalnym aktem poddania się. Nagle, bez żadnego ostrzeżenia lub uzasadnienia prawnego, wielu pozwanych zastępców otworzyło ogień do Camerona, trafiając go w sumie 22 razy kulami z kilku broni wydanych przez departament. Po strzelaninie nie udzielono pomocy Cameronowi Aly’emu przez co najmniej 13 min.

## Filmografia

### Filmy
- 1958: The Fiend Who Walked the West jako Zastępca Jim Dyer
- 1958: Południowy Pacyfik (South Pacific) jako nawigator
- 1978: Łowcy niewolników (Slavers) jako Scott Bradley

### Seriale TV
- 1959: Steve Canyon jako Pete Randall
- 1959: The Millionaire jako Jim Phillips
- 1959: Playhouse 90 jako Buddy
- 1960: Życie i legenda Wyatta Earpa (The Life and Legend of Wyatt Earp) jako Arleigh Smith
- 1961: The Aquanauts jako Mike Madison
- 1966-68: Tarzan jako Tarzan
- 1979: Fantastyczna wyspa (Fantasy Island) jako Baron Manfred von Richthofen
- 1979: Face the Music jako Gospodarz
- 1980: Fantastyczna wyspa (Fantasy Island) jako Eric Williams / Marc Anthony
- 1980: Statek miłości (The Love Boat) jako Steve Swaggart
- 1982: Fantastyczna wyspa (Fantasy Island) jako Kevin Lansing
- 1982: Statek miłości (The Love Boat) jako Jim
- 1983: Hotel jako Evan Paige
- 1983: Fantastyczna wyspa (Fantasy Island) jako Burt
- 1983: Matt Houston jako Winston Fowler
- 1983: Statek miłości (The Love Boat) jako Ted Cole
- 1991: Superboy jako Superman
- 1992: Przygody Tarzana (Tarzán) jako Gordon Shaw
- 1992: The Hat Squad jako Carl Strong
- 1993: Renegat jako wielebny McClain
- 1993: Prawnicy z Miasta Aniołów (L.A. Law)
- 1996: Renegat jako generał Howard Bird
- 2001: Sheena jako Bixby